# Майер, Иван
Иван Майер (фр. Yvan Mayeur; род. 24 января 1960, Эттербек) — бельгийский государственный и политический деятель. Член Социалистической партии и бывший мэр Брюсселя с 2013 по 2017 год.

## Биография
С 1989 по 1995 год, а затем с 1999 года был членом Палаты представителей Бельгии.
С 1995 года избирался членом городского совета Брюсселя и председателем Общественного центра социального обеспечения Брюсселя, пока он не вступил в должность мэра города 13 декабря 2013 года, сменив Фредди Тилеманса, который ушел в отставку из-за возраста. В 2017 году был вынужден подать в отставку с должности мэра Брюсселя после того, как было установлено, что он растратил экстренную гуманитарную помощью для бездомных у муниципальной службы Samusocial.
30 июня 2017 года покинул Социалистическую партию, за несколько дней до того, как руководство партии собралось поставить на повестку вопрос о его членстве. На должности мэра Брюсселя его сменил Филипп Клоз.